# Holly James
Holly James es una cantante de música Dance-Pop-House nacida en Londres, Reino Unido.

## Biografía
Nació en Londres en el 1981 y desde muy pequeña deseó actuar en musicales o en el mundo de la música. Fue bailarina y cantante, y ahora triunfa en el mundo de la música Pop en UK. Fundó su propio grupo con tres amigas más, llamado Tymes 4, con el que viajaron por toda Inglaterra cantando en eventos y fiestas. Después, estuvo trabajando en el Mcdonald's de Oxford Circus, durante 3 años.
En el año 2001 le surgió la oportunidad de su vida. Conoció al DJ Jason Nevins, con quién grabó un sencillo titulado "I'm In Heaven" en el 2001. El sencillo fue publicado, a través de Polydor en el verano de aquel mismo año, llegando al Número 1 en el UK Dance/Club Charts, y al Número 8 en el UK Singles Chart. El sencillo fue un éxito en las Listas de Ventas en UK.
Su primer Hit-Single "I'm In Heaven" fue publicado en el verano del 2003 en Europa, disfrutando de gran éxito. Más tarde saldría en Australia, China y Japón, con gran éxito.
Después de este Hit, en el año 2003 sacaría al mercado su segundo Maxi-Single, titulado "Touch It", junto con el grupo de música House "Lee Cabrera". El sencillo fue publicado a finales del 2003 por la discográfica independiente inglesa Tommy Boy Records UK. El sencillo coincidió con el mes de las fechas de salida de los sencillos de Sophie Ellis-Bextor - "Mixed Up World", Kylie Minogue - "Slow" o Sugababes - "Hole In The Head", entre otros, situándose en el Top 10 del Reino Unido. Pero, el sencillo de Holly no alcanzó el Top 10, quedándose en el #58 en el UK Singles Chart, y en el #24 en el UK Dance/Club Chart.
Su primer álbum, Miscellaneous, iba a ser publicado en diciembre del 2003 a través de la discográfica Tommy Boy Records UK, pero debido al fracaso de su segundo sencillo en el Reino Unido y Europa, nunca publicaron el primer álbum de Holly James. 
Actualmente interpreta a Carmen en Fame, The Musical en UK.

## Discografía

### Álbumes
- Miscellaneous (2003) - Álbum no publicado.

### Sencillos
- I'm In Heaven Feat. Jason Nevins & U.K.N.Y. - #8 UK (2001).
- Touch It Feat. Lee Cabrera - #58 UK (2003).